# Marie-Claire Ropars-Wuilleumier
Marie-Claire Ropars, née le 21 janvier 1936 à Lyon et morte le 11 février 2007 à Paris, est une théoricienne de la littérature, du cinéma et de l'esthétique. Elle a été professeur à l'Université de Vincennes (Paris VIII).

## Biographie
Née en 1936 à Lyon où son père, Pierre Wuilleumier, occupait la chaire d'antiquité classique à la faculté des lettres, elle entre à l'École normale supérieure de Sèvres en 1955, et obtient l'agrégation de lettres classiques en 1958. Pendant dix ans (1958-1968), elle tient la rubrique « cinéma » de la revue Esprit avec Michel Mesnil (Maurice Mourier). 
Sa carrière universitaire commence à Dakar et continue à la Sorbonne, où elle est maître-assistant au début des années 1960. En 1968, elle figure parmi les fondateurs de l'université expérimentale de Vincennes, où on la charge de créer le département cinéma. 
Son premier livre, L'Écran de la mémoire, publié en 1970, reprend la plupart de ses articles sur les films (de Jean-Luc Godard, Alain Resnais et Agnès Varda notamment) écrits pour Esprit. La même année, dans De la littérature au cinéma. Genèse d'une écriture, elle étudie les liens entre littérature et cinéma, non pas du point de vue de l'adaptation, mais pour établir des correspondances entre les deux formes expressives. Si, à partir de 1971, Marie-Claire Ropars-Wuilleumier choisit de retrouver l'enseignement et la recherche en littérature, ses travaux explorent toujours et tout au long de son œuvre les croisements interdisciplinaires. 
Docteur d'État en 1980, professeur en 1983, elle anime, avec Michèle Lagny et Pierre Sorlin, une revue, Hors Cadre, une collection d'essais esthétiques et un séminaire.
Dans Le Texte divisé (1980), Marie-Claire Ropars-Wuilleumier définit la notion d'« écriture filmique » en repartant des travaux de Jacques Derrida et en illustrant sa thèse par une analyse des films de Marguerite Duras. Elle publie ensuite Écraniques (1990), où elle entreprend de cerner la notion de modernité, interrogeant des textes modernes par des films, puis L'Idée d'image (1995) et Écrire l'espace (2002).
De 1988 à 2004, elle dirige les Presses universitaires de Vincennes.
Marie-Claire Ropars-Wuilleumier meurt le 11 février 2007 et est inhumée au cimetière du Père-Lachaise (95e division).

## Publications[5]

### Ouvrages
- L'Écran de la mémoire : essais de lecture cinématographique, Paris, Seuil, 1970.
- De la littérature au cinéma : genèse d'une écriture, Paris, Colin, 1970.
- Muriel : histoire d'une recherche (avec la contribution de Claude Bailblé et de Michel Marie), Paris, Galilée, 1975.
- Octobre : écriture et idéologie (en collaboration avec Pierre Sorlin et Michèle Lagny), Paris, Albatros, 1976.
- La Révolution figurée : film, histoire, politique (en collaboration avec Michèle Lagny et Pierre Sorlin), Paris, Albatros, 1979.
- Le Texte divisé : essai sur l'écriture filmique, Paris, PUF, 1981.
- Générique des années 30 (en collaboration avec Michèle Lagny et Pierre Sorlin), Saint-Denis, PUV, 1986.
- Écraniques. Le film du texte, Lille, PUL, 1990.
- L'Idée d'image, Saint-Denis, PUV, 1995.
- Écrire l'espace, Saint-Denis, PUV, 2002.
- Le Temps d'une pensée : du montage à l'esthétique plurielle (recueil d'articles, réunis et présentés par Sophie Charlin), Saint-Denis, PUV, 2009.

### Sélection d'articles
- « A Cinematic Language (1960) », sur Rouge.com.au, 2007[6].
- "Narration et signification: un exemple filmique", Poétique n°12, Paris, Seuil, 1972. Article repris dans Le Cinéma américain. Analyses de films, Raymond Bellour (dir.), Paris, Flammarion, 1980.
- "Entre films et textes: retour sur la réécriture",Cinéma et littérature, Bruxelles, Vubpress, 1991.
- "Sur le désœuvrement: l'image dans l'écrire selon Blanchot ", Littérature n°94, Paris, Larousse, 1994 (publié en anglais dans Maurice Blanchot, The Demand of Writing, Carolyn Bailey Gill, Londres, Routeledge, 1996).
- "Le tout contre la partie: une fêlure à réparer", Der Film Bei Deleuze/Le Cinéma selon Deleuze ,Oliver Fahle-Lorenz Engell (éd.), Verlag der Bauhaus-Universität Weimar/ Presses de la Sorbonne Nouvelle, 1997.
- « On Filmic Rewriting. Contamination of The Arts or Destruction of Art's Identity? », sur Rouge.com.au, 2007[7].

- Le recueil Le Temps d'une pensée (PUV,2009) cité en bibliographie rassemble une vingtaine d'articles de l'auteur (publiés entre 1970 et 2007), présentés et commentés par Sophie Charlin.